# Flavia Solva
Flavia Solva est l'une des onze colonies romaines fondées en 70 par l'empereur Vespasien sur les rives de la Mur dans la province de Noricum, près de l'actuelle ville autrichienne de Wagna en Styrie. Elle possédait le statut de municipe.

## Histoire

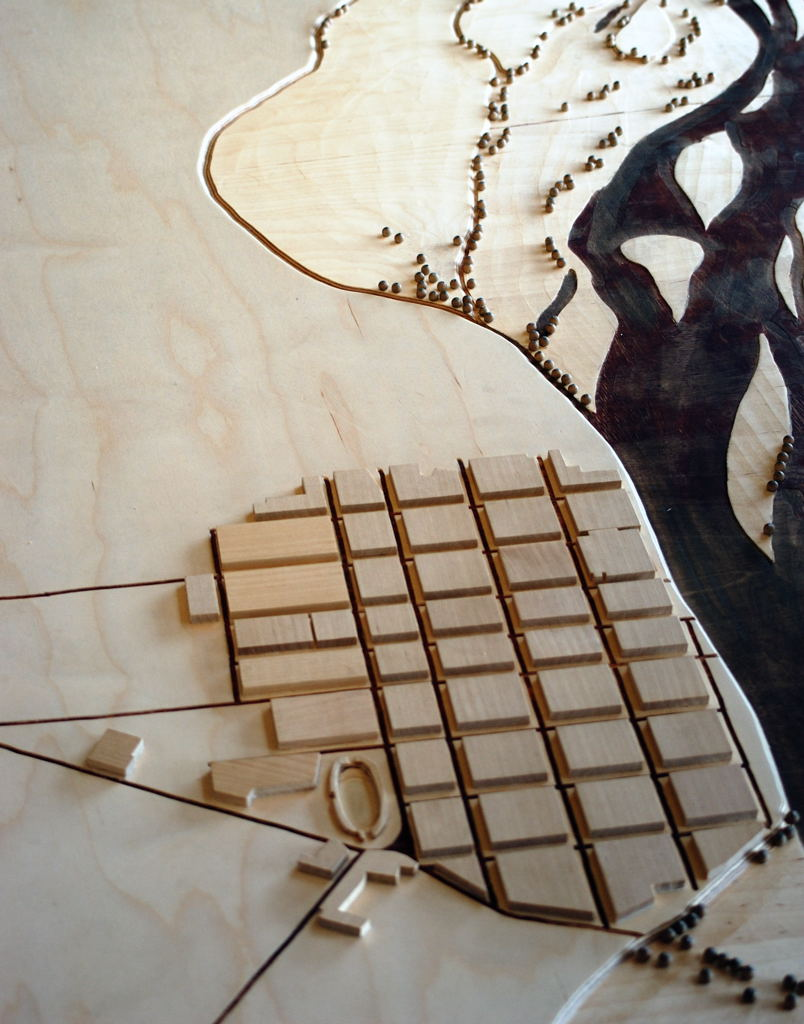
Modèle de la colonie de Flavia Solva sur le long de la Mur
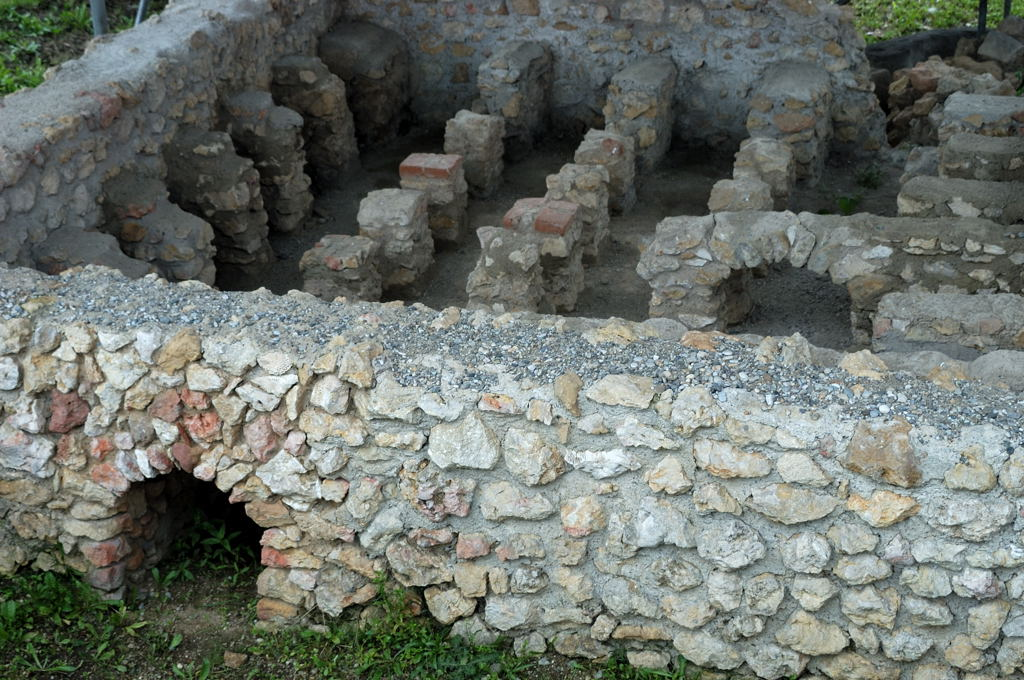
l'hypocauste
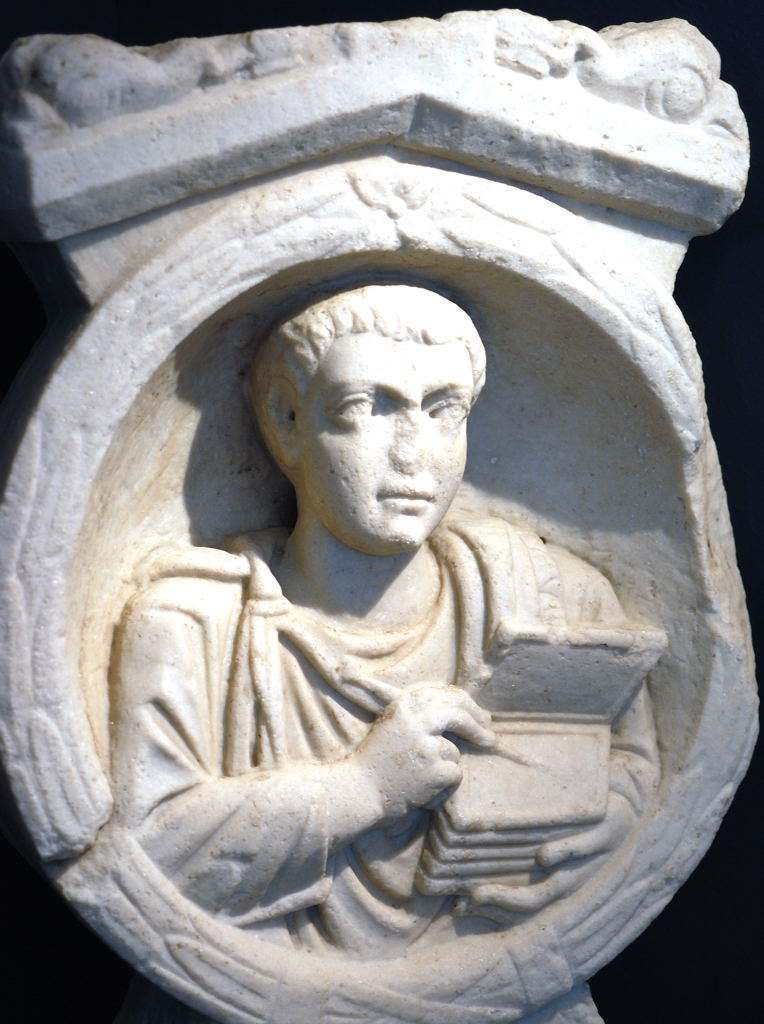
Bas-relief de la tombe d'un scribe retrouvé sur le site